# 28 Days Later
28 Days Later is een Britse horrorfilm uit 2002 onder regie van Danny Boyle. Alex Garland schreef het verhaal. De film had een budget van £ 5 miljoen. In het eigen Verenigd Koninkrijk bracht 28 Days Later £ 6,1 miljoen op, in de Verenigde Staten $ 45 miljoen (ondanks een kleine release) en wereldwijd $ 82,7 miljoen.

## Verhaal

### Introductie
Een laboratorium aan de Universiteit van Cambridge test producten op dieren. Drie activisten van het Animal Liberation Front willen deze bevrijden. Ze breken op een nacht in en treffen er wilde chimpansees aan die martelingen ondergaan tijdens experimenten. Een onderzoeker probeert de activisten tegen te houden en waarschuwt ze dat de chimpansees geïnfecteerd zijn met een virus genaamd 'Woede'. Hierdoor zijn ze extreem gewelddadig. De activisten weigeren de man te geloven en laten een chimpansee vrij. Deze bijt een van de activisten in de nek en infecteert haar zodoende ook. Niet veel later worden de andere activisten en de onderzoeker ook besmet.

### 28 dagen later
Achtentwintig dagen later wordt Jim, een Ierse koerier, wakker in een verlaten ziekenhuis in Londen. Als hij het ziekenhuis verkent, ontdekt hij dat hij de enige aanwezige is. Ook op straat is niemand te bekennen. De straten zien er verschrikkelijk uit, er is duidelijk iets ergs gebeurd.
Jim gaat een kerk binnen en treft een hoop lijken aan. Toch blijkt niet iedereen dood te zijn. Een priester valt hem aan, waardoor Jim gedwongen is zichzelf te verdedigen. Hij rent de straat op en wordt hier door meerdere geïnfecteerden aangevallen. Hij wordt gered door twee gemaskerde personen. Zij blazen een tankstation op, waardoor de geïnfecteerden om het leven komen. De twee nemen Jim mee naar een verlaten sectie van de London Underground, en stellen zich voor als Mark en Selena.
Mark en Selena leggen Jim uit dat een virus van mensen gruwelijke moordenaars maakt en dat ze nu moeten moorden om zelf in leven te blijven. Als je gebeten wordt door de geïnfecteerden of als je in contact komt met hun bloed, verander je zelf ook. Bijna iedereen is inmiddels dood en er is niets of niemand wat de mensen nog kan beschermen.

### Jims huis
De gechoqueerde Jim wil naar het huis van zijn ouders. Mark en Selena waarschuwen hem om niet te gaan. Ze zeggen dat het te gevaarlijk is en hij waarschijnlijk zal omkomen als hij gaat. Jim is echter vastberaden. Aangezien Mark en Selena hem niet willen achterlaten, gaan ze met hem mee. Eenmaal bij Jim thuis ontdekt hij dat zijn ouders zelfmoord hebben gepleegd. In een brief maken ze duidelijk dat ze dachten dat de wereld ten einde was en dat Jim niet meer uit zijn coma zou ontwaken.
Aangezien het te laat is om terug te gaan, brengen ze de nacht door bij Jim thuis. 's Nachts wordt Jim aangevallen door zijn geïnfecteerde buren. Mark en Selena zijn op tijd om hem te redden. Mark is echter gebeten. Selena twijfelt geen seconde en vermoordt Mark met haar kapmes. Jim wordt bang van haar, maar Selena vertelt hem dat een mens zelf erg snel in een geïnfecteerde verandert nadat ze gebeten zijn en ze wanhopig is om te overleven.

### Frank en Hannah
Jim en Selena gaan weer op stap en zien in de verte een kamer in een flatgebouw waar kerstlichten knipperen. Ze gaan hiernaartoe. Eerst moeten ze een muur van winkelwagens beklimmen om bij de trappen te komen. Op de trap slaat de vermoeidheid bij Jim toe. Hij heeft weinig gegeten en het enige wat hij gegeten heeft is suiker. Selena wil hem eten geven, tot ze weer worden aangevallen door geïnfecteerden. Ze vluchten de trappen op. Jim kan Selena niet bijhouden en wordt nu bijna overmeesterd door de geïnfecteerden. Hij wordt net op tijd gered door een gemaskerde man, die de geïnfecteerden vermoordt.
De man is Frank, de vader van een tienermeisje, Hannah. Ze zijn blij Jim en Selena te zien, aangezien ze al in weken met niemand gesproken hebben. De volgende morgen realiseren ze zich dat ze niet kunnen blijven. Het eten raakt op en de elektriciteit werkt niet meer. Frank heeft een radio waarmee hij kan luisteren naar een oproep van soldaten waarin wordt uitgelegd dat er een legerbasis is waar de overlevenden veilig zullen zijn. Na een bezoek aan een supermarkt gaan ze daar proberen te komen. Onderweg raakt Selena gehecht aan Frank en Hannah en ze is niet meer zo bot als ze eerder was.

### De soldaten
Als ze aankomen op de plek waar ze naartoe gestuurd werden, blijkt die compleet verlaten. Frank wordt boos en koelt af in een schuurtje. Een kraai laat bloed van een geïnfecteerde in zijn oog vallen. Frank begint zich vreemd te gedragen, waardoor Hannah begint te schreeuwen. Selena schreeuwt tegen Jim dat ze hem moet vermoorden. Op het moment dat Jim Frank wil neerslaan, wordt Frank door een groep soldaten doodgeschoten.
Hoewel Hannah nog in shock is, brengen de soldaten de drie overlevenden mee naar een enorme villa die inmiddels omgevormd is tot een legerkamp. De leider is majoor Henry West. Terwijl de soldaten het land verdedigen, wordt het Jim, Selena en Hannah makkelijk gemaakt. Selena is in rouw om Frank en zoent Jim.
Als Jim na een ongemakkelijk avondmaal spreekt met Henry, ontdekt hij dat Henry zijn suïcidale en rebelse soldaten seksuele toegang heeft gegeven tot welke vrouw dan ook om ze zo hoop te geven. Henry kan ze niet laten gaan en zegt dat de soldaten in staat zijn om de vrouwen te verkrachten. Jim twijfelt geen moment en haast zich naar Selena en Hannah om hen daar weg te halen. Jim wordt bewusteloos geslagen door een soldaat als hij probeert te vluchten met Selena en Hannah. Als hij ontwaakt, krijgt hij nog een kans om mee te doen, maar als hij weigert wordt hij opgesloten in de kelder, samen met sergeant Farrell, die de vrouwen ook probeerde te redden.
In de kelder onthult Farrell dat de plaag alleen plaatsvindt in het Verenigd Koninkrijk en dat de buitenwereld wacht totdat iedereen uitsterft. Niet veel later worden de mannen meegenomen naar de bossen, vlak bij de villa. Ze staan op het punt te worden vermoord, als een van de soldaten klaagt dat hij de mannen wil vermoorden met een bajonet. De andere soldaat vindt dit onzin en schiet de sergeant neer. De soldaten raken in een gevecht en Jim slaat op de vlucht.

### Wraak
Ondertussen, in de villa, staan Selena en Hannah op het punt om verkracht te worden. Selena geeft Hannah valiumpillen om de verkrachting voor haar minder verschrikkelijk te maken. Als ze zelf ook pillen wil slikken, wordt ze tegengehouden door een van de soldaten. Hij is pissig geworden, maar net als hij haar wil slaan, gaat het luchtalarm af. Jim is namelijk teruggekomen en overmeestert de soldaten door ze op een gruwelijke wijze te vermoorden. Ook laat hij geïnfecteerden los in de villa, zodat zij soldaten kunnen vermoorden. Als Jim een van de laatste soldaten vermoordt, denkt Selena dat hij ook besmet is omdat hij zich zo agressief gedraagt. Ze pakt haar kapmes, maar als ze hem aankijkt beseft ze dat hij niet is geïnfecteerd. Ze laat haar kapmes vallen en begint hem te zoenen. Niet veel later komt Hannah binnen en gooit een fles stuk op Jim, omdat ze dacht dat Jim Selena aan het bijten was. Als ze proberen te vluchten treffen ze West aan in een taxi. West schiet Jim in de maag. Hannah gaat de taxi in en rijdt deze naar de plek waar een geïnfecteerde staat. West wordt op bloederige wijze afgeslacht. Hierna vluchten Selena, Hannah en de gewonde Jim weg van de villa.

### 28 dagen later
Opnieuw gaan er achtentwintig dagen voorbij. Ze wonen nu in de bergen van Cumbria. Net als Jim wakker wordt, lokt de groep de aandacht van de piloten in een straaljager door via doeken een enorme "hello" te vormen. 

## Rolverdeling
| Acteur                | Personage         |
| --------------------- | ----------------- |
| Cillian Murphy        | Jim               |
| Naomie Harris         | Selena            |
| Megan Burns           | Hannah            |
| Brendan Gleeson       | Frank             |
| Christopher Eccleston | Majoor Henry West |
| Noah Huntley          | Mark              |
| Stuart McQuarrie      | Sergeant Farrell  |
| Ricci Harnett         | Corporal Mitchell |
| Leo Bill              | Private Jones     |
| Luke Mably            | Private Clifton   |
| Junior Laniyan        | Private Bell      |
| Ray Panthaki          | Private Bedford   |
| Sanjay Rambaruth      | Private Davis     |
| Marvin Campbell       | Private Mailer    |

## Achtergrond
De opnames vonden plaats in onder meer Londen. In de film zijn de Westminster Bridge, Piccadilly Circus, Guards Parade en Oxford Street duidelijk te zien. Omdat de stad verlaten zou zijn, werden de straten afgezet. Meestal werden de scènes vroeg in de morgen opgenomen om de mensen niet te hinderen. Alles moest daarom snel gebeuren.
Het filmen vond plaats vóór de terroristische aanslagen op 11 september 2001. De flyers van vermiste personen in de film komen overeen met een groot aantal van degenen die na de aanslagen zijn verspreid in New York.

## Alternatief einde
De dvd van de film geeft de mogelijkheid een alternatief einde te zien:
- Als Selena, Hannah en de gewonde Jim ontsnappen, brengen Selena en Hannah hem naar een verlaten ziekenhuis. Als ze de hoop hebben opgegeven, laten ze hem achter. Jim wordt later wakker in datzelfde ziekenhuis.

## De geïnfecteerden
Hoewel de film ook wordt beschreven als een zombiefilm, komen er in de klassieke zin van de term geen zombies in voor. De besmette moordenaars zijn namelijk geen ondode zombies, maar levende mensen die zijn doorgedraaid door het virus.
De geïnfecteerden eten geen gangbaar voedsel. Waardoor dit komt, wordt niet uitgelegd. Waarschijnlijk komt dit doordat ze door hun woede niet de moeite nemen om 'normaal voedsel' te consumeren. Als ze gedurende een lange periode niet eten, sterven ze. De geïnfecteerden communiceren niet met elkaar, hoewel ze hier wel toe in staat zijn.
Een persoon wordt snel geïnfecteerd. Als een geïnfecteerde een mens bijt of op bepaalde plekken bloedt, is de besmetting binnen seconden duidelijk zichtbaar. Ook dieren kunnen worden besmet.

## Vervolg
Het vervolg 28 Weeks Later (2007) speelt zich enkele weken na de gebeurtenissen in het eerst deel af. De acteurs uit 28 Days Later keren hierin niet terug.

## Prijzen en nominaties
- Bij de Academy of Science Fiction, Fantasy & Horror Films, USA in 2004 won de film een prijs voor Beste Horrorfilm. De film kreeg nominaties voor Beste Script en Beste Regisseur.
- Bij de Black Reel Awards in 2004 won Naomie Harris een prijs voor Beste Acteerprestaties.
- Bij de British Independent Film Awards in 2003 kreeg de film drie nominaties: de film werd genomineerd voor Beste Prestaties in de Productie, kreeg een nominatie voor Beste Britse Independent Film en een nominatie voor Beste Regisseur.
- Bij de Chlotrudis Awards in 2004 kreeg de film vier nominaties. De film werd genomineerd voor Beste Film, Beste Regisseur, Beste Cinematografie en Beste Screenplay.
- Bij de Cinénygma - Luxembourg International Film Festival in 2003 werd de film genomineerd voor Beste Fantasyfilm uit Europa.
- Bij de Empire Awards, UK in 2003 won de film een prijs voor Beste Britse Film. De film kreeg tevens een nominatie voor Beste Nieuwkomer (Cillian Murphy).
- Bij de European Film Awards in 2003 kreeg de film een prijs voor Beste Cinematografie.
- Bij de Fantasporto in 2003 won de film de Grote Prijs voor Beste Europese Fantasyfilm en Beste Internationale Fantasyfilm. De film kreeg tevens een nominatie voor Beste Film.
- Bij de Hugo Awards in 2004 kreeg Long Form een nominatie voor Beste Dramatische Prestatie.
- Bij de IFTA Awards in 2003 werd Cillian Murphy genomineerd voor Beste Acteur.
- Bij de International Horror Guild in 2004 kreeg de film een nominatie voor Beste Film.
- Bij de MTV Movie Awards in 2004 werd Cillian Murphy genomineerd voor Beste Acteerprestaties.
- Bij de Motion Picture Sound Editors, USA in 2004 werd de film genomineerd voor Beste Geluiden in een Buitenlandse Film.
- Bij de Neuchâtel International Fantasy Film Festival in 2003 kreeg de film een prijs voor Beste Film.
- Bij de Online Film Critics Society Awards in 2004 kreeg de film een nominatie voor Beste Geluid. Ook werd Cillian Murphy genomineerd voor Beste Acteerprestaties.
- Bij de World Stunt Awards kreeg de film een nominatie voor Beste Vuurstunt.

## Trivia
- Het vliegtuig in de film vloog van Blackpool naar locatie.
- Het ziekenhuis in de film is geen set. Het is een bestaand ziekenhuis dat alleen doordeweeks open is. De film werd hier in het weekend opgenomen.
- Het gebouw waar Frank en Hannah woonden, was onteigend en is niet veel later gesloopt.
- De politie sloot de weg af gedurende een paar minuten, zodat deze kon gebruikt worden voor de film.
- Christopher Eccleston en andere acteurs deden mee aan een trainingsprogramma om te leren hoe echte soldaten leven.
- De rol van Jim werd aangeboden aan Leonardo DiCaprio.
- De rol van Selena werd aangeboden aan Tilda Swinton.
- De rol van Majoor Henry West werd aangeboden aan Robert Carlyle, die later de hoofdrol in 28 Weeks Later zou spelen.
- Ewan McGregor was de eerste keuze om Jim te spelen.
- Danny Boyle zocht aantrekkelijke dames om de wegen in Londen af te zetten zodat hij kon filmen. Hij wilde juist aantrekkelijke vrouwen zodat de chauffeurs beter zouden meewerken.